# ده‌سفید سفلی
ده‌سفید سفلی، روستایی از توابع بخش زاغه شهرستان خرم‌آباد در استان لرستان ایران است.

## جمعیت
این روستا در دهستان زاغه قرار دارد و براساس سرشماری مرکز آمار ایران در سال ۱۳۸۵، جمعیت آن ۳۲۷ نفر (۵۷خانوار) بوده‌است.